# Quận Navarro, Texas
Quận Navarro (tiếng Anh: Navarro County) là một quận trong tiểu bang Texas, Hoa Kỳ. Quận lỵ đóng ở thành phố Corsicana6. Quận Navarro được đặt tên theo José Antonio Navarro, một lãnh đạo Tejano trong cách mạng Texas người đã ký Tuyên ngôn độc lập Texas. Theo kết quả điều tra dân số năm  2000 của Cục điều tra dân số Hoa Kỳ, quận có dân số 45.124 người.

## Thông tin nhân khẩu
Theo điều tra dân số 2 năm 2000, quận đã có 45.124 người, 16.491 hộ gia đình, và 11.906 gia đình sống trong quận. Mật độ dân số là 45 người cho mỗi dặm vuông (17/km ²). Có 18.449 đơn vị nhà ở với mật độ trung bình là 18 cho mỗi dặm vuông (7/km ²). Cơ cấu dân tộc có 70,84% người da trắng, 16,79% da đen hay Mỹ gốc Phi, 0,46% người Mỹ bản xứ, 0,47% người châu Á, Thái Bình Dương 0,33%, 9,45% từ các chủng tộc khác, và 1,65% từ hai hoặc nhiều chủng tộc. 15,76% dân số là người Hispanic hay Latino thuộc chủng tộc nào.
Có 16.491 hộ, trong đó 34,00% có trẻ em dưới 18 tuổi sống chung với họ, 55,70% là các cặp vợ chồng sống với nhau, 12,20% có chủ hộ là nữ không có mặt chồng, và 27,80% là không lập gia đình. 24,10% của tất cả các hộ gia đình đã được tạo thành từ các cá nhân và 12,00% có người sống một mình 65 tuổi trở lên đã được người. Bình quân mỗi hộ là 2,65 và cỡ gia đình trung bình là 3,14.
Trong quận, độ tuổi dân số quận với 27,20% ở độ tuổi dưới 18, 9,90% 18-24, 26,90% 25-44, 21,50% 45-64, và 14,40% người 65 tuổi trở lên. Tuổi trung bình là 35 năm. Cứ mỗi 100 nữ có 97,00 nam giới. Cứ mỗi 100 nữ 18 tuổi trở lên, đã có 92,70 nam giới.
Thu nhập trung bình cho một hộ gia đình trong quận đã được $ 31.268, và thu nhập trung bình cho một gia đình là $ 38.130. Nam giới có thu nhập trung bình $ 30.112 so với 20.972 Mỹ kim cho phái nữ. Thu nhập trên đầu cho các quận được $ 15.266. Giới 13,90% gia đình và 18,20% dân số sống dưới mức nghèo khổ, trong đó có 23,10% những người dưới 18 tuổi và 14,90% có độ tuổi từ 65 trở lên. 